# Блочиці
Блочиці (словен. Bločice) — поселення в общині Церкниця, Регіон Нотрансько-крашка, Словенія. Висота над рівнем моря: 622,5 м.